# Abbaye de Corazzo
L'abbaye de Corazzo est une ancienne abbaye cistercienne située dans la frazione de Carlopoli (it) (commune de Carlopoli, en Calabre). Fondée en 1173 dans la filiation de Fossanova, elle perdure jusqu'en 1809, malgré de très importants dégâts causés par les séismes du 27 mars 1638 (it) et de février-mars 1783.
L'abbaye, partiellement détruite par ces deux catastrophes, est fermée à la suite des invasions napoléoniennes. Un projet ministériel de fixation de l'état des ruines est annoncé en 2020 mais fait fortement débat.

## Localisation
L'abbaye est située dans la vallée du Corace (it), à environ 825 mètres d'altitude, dans la frazione de Castagna (it), appartenant à la commune de Carlopoli, au cœur du massif de la Sila,.

## Histoire

### Fondation
L'abbaye est fondée à la fin du XIIe siècle, dans une région récemment reconquise aux Byzantins ; la fondation du monastère est donc un acte politique, qui souhaite réimplanter le catholicisme latin dans ces terres marquées par le christianisme oriental.

### Développement
L'abbaye est surtout célèbre pour avoir été le monastère où Joachim de Flore est abbé durant dix ans à la fin du XIIe siècle.

### Commende et déclin
L'instauration de la commende marque le début du le déclin du monastère. Les séismes du 27 mars 1638 (it) et de février-mars 1783 endommagent en outre gravement l'édifice.

### Fin
L'abbaye est fermée lors des guerres napoléoniennes en 1809.

## Projets
Le 14 août 2020, un projet du ministère pour les Biens et Activités culturels, présenté par Pasquale Lopetrone, est dévoilé. Il s'agirait de « cristalliser » les ruines de l'abbaye et de les figer dans l'état de conservation qu'elles ont à cette date. Le projet suscite des réactions parfois hostiles,.